# Селище (Климовское сельское поселение)
Селище — деревня в Ефимовском городском поселении Бокситогорского района Ленинградской области.

## История
СЕЛИЩЕ — деревня Селищенского общества, прихода села Озерева. 

Крестьянских дворов — 46. Строений — 115, в том числе жилых — 60. 

Число жителей по семейным спискам 1879 г.: 108 м. п., 96 ж. п.; по приходским сведениям 1879 г.: 97 м. п.,84 ж. п.

В 1899 году была построена деревянная церковь во имя Донской иконы Божией Матери, здание не сохранилось.
В конце XIX — начале XX века деревня административно относилась к Тарантаевской волости 5-го земского участка 3-го стана Тихвинского уезда Новгородской губернии.

СЕЛИЩЕ — деревня Селищенского общества, число дворов — 52, число домов — 84, число жителей: 112 м. п., 120 ж. п.; Занятия жителей: земледелие, лесные заработки. Река Чагода. Церковно-приходская школа, смежна с погостом Селище.

СЕЛИЩИ — погост на церковной земле, число дворов — 2, число домов — 2, число жителей: 3 м. п., 5 ж. п.; Занятия жителей: церковная служба. Река Чагода. Церковь, смежен с погостом Селище.(1910 год)

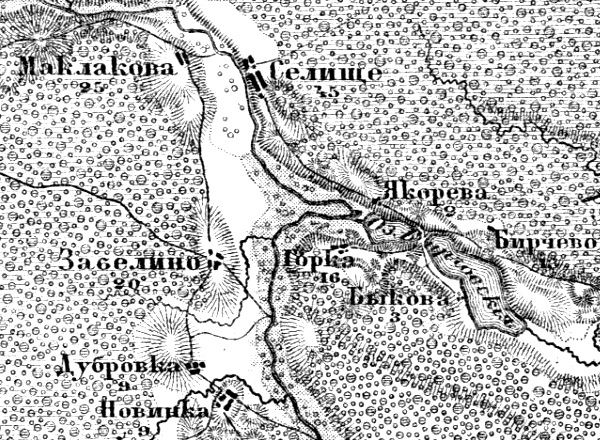
Деревня Селище на карте 1912 года

Согласно карте Новгородской губернии 1912 года деревня называлась Селище и насчитывала 45 крестьянских двора.
С 1917 по 1918 год деревня входила в состав Тарантаевской волости Тихвинского уезда Новгородской губернии.
С 1918 года, в составе Череповецкой губернии.
С 1924 года, в составе Соминской волости Устюженского уезда.
С 1927 года, в составе Селищенского сельсовета Ефимовского района.
С 1928 года, в составе Коргорского сельсовета.
По данным 1933 года деревня называлась Селища и входила в состав Коргорского карельского национального сельсовета Ефимовского района.
С 1965 года в составе Бокситогорского района. В 1965 году население деревни составляло 230 человек.
По данным 1966 года деревня Селище также входила в состав Коргорского сельсовета.
По данным 1973 года деревня Селище входила в состав Озеревского сельсовета.
По данным 1990 года деревня Селище входила в состав Климовского сельсовета.
В 1997 году в деревне Селище Климовской волости проживали 43 человека, в 2002 году — 42 человека (все русские).
В 2007 году в деревне Селище Климовского СП проживали 26 человек, в 2010 году — 18.
В мае 2019 года Климовское сельское поселение вошло в состав Ефимовского городского поселения.

## География
Деревня расположена в южной части района к югу от автодороги 41К-278 (Климово — Забелино).
Расстояние до деревни Климово — 13 км.
Расстояние до ближайшей железнодорожной станции Ефимовская — 66 км.
Деревня находится на левом берегу реки Чагода.

## Демография
| 1997 | 2002 | 2007 | 2010 | 2017 |
| ---- | ---- | ---- | ---- | ---- |
| 43   | ↘42  | ↘26  | ↘18  | ↗39  |

## Инфраструктура
На 1 января 2013 года в деревне числилось 14 домохозяйств.